# Alexander Körner
Friedrich Alexander Körner (* 25. Januar 1813 in Braunschweig; † 21. Mai 1848 ebenda) war ein deutscher Genremaler der Düsseldorfer Schule.

## Leben
Körner war ein uneheliches Kind aus der Beziehung des Braunschweiger Gastwirts und Kaufmanns Johann Valentin Körner mit Friederike Auguste Gottschalk. Er studierte von 1833 bis 1842 an der Kunstakademie Düsseldorf Malerei. Dort waren Karl Ferdinand Sohn und Wilhelm Schadow seine Lehrer. Die Bauklasse von Karl Schaeffer besuchte er ebenfalls. In Düsseldorf stellte er seine Gemälde ab 1834 aus, im Jahr 1836 das Bild Die Mutter mit dem Kinde, das der Kunstverein Braunschweig erwarb. Auch der Kunstverein für die Rheinlande und Westfalen kaufte verschiedene Bilder von ihm. Ab etwa 1845 lebte Körner in Paris, wo er zu den Bekannten von Friedrich Engels zählte. Körners Vertrauensstellung wird sichtbar in einem Brief von Engels an Karl Marx im Dezember 1846, wo es heißt: „Adressiert aber in Zukunft alle Briefe an Monsieur A. F. Körner, artiste-peintre, 29, rue neuve Bréda, Paris.“
In der Pariser Zeit schuf er Bilder mit Titeln wie Der Stiefelputzer, Der Schusterjunge und Le Marché des Innocents. Kurz vor der Februarrevolution, am 14. Februar 1848, wurde er aus Frankreich ausgewiesen. Er starb kurz danach in seiner Vaterstadt an Tuberkulose.